# Bergün Filisur
Bergün Filisur (Reto-Romaans: Bravuogn Filisur) is een gemeente in het Zwitserse kanton Graubünden in het district Albula. De gemeente werd op 1 januari 2018 gevormd door de fusie van de gemeenten Bergün/Bravuogn en Filisur.

## Verkeer en vervoer
De gemeente omvat twee stations, Bergün en Preda, aan de Albulabahn van de Rhätische Bahn, aan een deel van de spoorlijn dat in 2008 door UNESCO op de Werelderfgoedlijst is geplaatst.